# Cravant (Yonne)
Cravant korábbi község (település) Franciaországban, Saône-et-Loire megyében. 2017. január 1-jén Accolay községgel egyesült és Deux Rivières új község része lett.
Lakosainak száma 816 fő (2018. január 1.). Cravant Irancy, Accolay, Bazarnes, Saint-Cyr-les-Colons, Vermenton és Vincelles községekkel határos.

## Népesség
A település népességének változása:
| Lakosok száma | 850  | 850  | 1278 | 814  | 816  |
|               | 2013 | 2015 | 2016 | 2017 | 2018 |